# Родоманово (Московская область)
Родоманово — деревня в Ступинском районе Московской области в составе Городского поселения Ступино (до 2006 года входила в Староситненский сельский округ). На 2016 год в Родоманово 1 улица — Чагинская и Чагинский переулок. Впервые в исторических документах, как сельцо Ромоданово, упоминается в 1577 году.

## Население
| 2002 | 2006 | 2010 |
| ---- | ---- | ---- |
| 11   | ↘9   | ↗10  |

Родоманово расположено на юго-востоке района, на левом берегу реки Песошня (также  Песоченка, название реки Бунчиха в верхнем течении), высота центра деревни над уровнем моря — 182 м. Ближайшие населённые пункты расположены на правом берегу реки: Гладково западнее и Куртино — к северу.